# Font de l'Ullar (Bertí)
La Font de l'Ullar és una font del poble de Bertí, en el terme municipal de Sant Quirze Safaja, a la comarca del Moianès.
Està situada a 668 metres d'altitud, a la dreta del torrent de l'Ullar, en un torrent subsidiari que forma aquesta font. És al nord-est de la masia de l'Ullar, en el vessant sud-est del Turó de l'Onyó.